# ترییو
ترییو (به اسپانیایی: Triollo) یک شهرستان در اسپانیا است که در استان پالنسیا واقع شده‌است.

## خصوصیات
ترییو ۶۳ کیلومترمربع مساحت و ۸۶ نفر جمعیت دارد.